# Eclipse Public License
Eclipse Public License (amb acrònim EPL), en ciències de la computació, és un tipus de llicència de programari de codi obert i que empra l'Eclipse Foundation per al seu programari. L'EPL reemplaça la llicència CPL (Common Public License) i elimina certs termes relacionats amb litigis sobre patents.

## Idees bàsiques
- L'EPL és una llicència copyleft.
- L'EPL no és compatible amb la llicència GPL i, per tant, no es poden combinar les dues llicències en un mateix producte.
- L'EPL està basada en la llicència CPL però hi ha algunes diferències (elimina la clàusula 7 de CPL).
- L'EPL és una versió dèbil de la LGPL.
- L'EPL requereix que el desenvolupador obri el codi, a diferència de la llicència Apache.